# Жердзіна
Жердзіна (пол. Żerdzina) — село в Польщі, у гміні Панки Клобуцького повіту Сілезького воєводства.
Населення — 222 особи (2011).
У 1975-1998 роках село належало до Ченстоховського воєводства.

## Демографія
Демографічна структура станом на 31 березня 2011 року:
|          | Загалом | Допрацездатний вік | Працездатний вік | Постпрацездатний вік |
| -------- | ------- | ------------------ | ---------------- | -------------------- |
| Чоловіки | 108     | 22                 | 72               | 14                   |
| Жінки    | 114     | 26                 | 60               | 28                   |
| Разом    | 222     | 48                 | 132              | 42                   |